# Reduceren (kooktechniek)

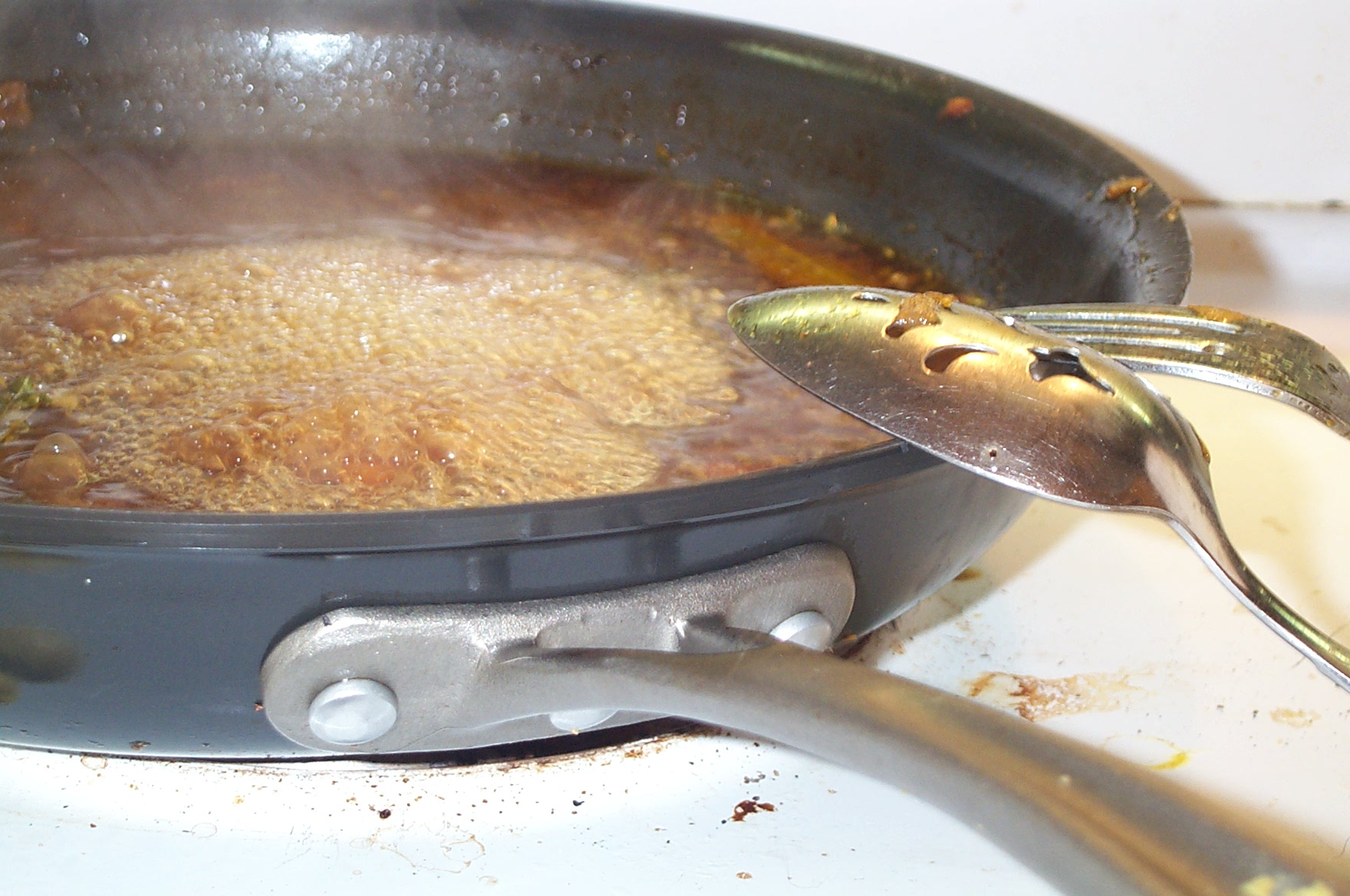
Bouillon die al kokend wordt gereduceerd

Reduceren, ook wel inkoken, is het concentreren van een vloeistof door verhitting, waardoor het dikker wordt en het een sterkere smaak krijgt. Deze kooktechniek kan worden gebruikt om een saus te maken, bijvoorbeeld door het verdampen van het vocht uit room, of het inkoken van een bouillon die daardoor gaat geleren (ook wel fond genoemd). Reduceren gebeurt met een pan zonder deksel, waardoor het vocht snel uit het mengsel verdwijnt.

## Voorbeelden
Enkele bereidingen die ontstaan door middel van reductie zijn:
- Consommé
- Jus
- Gastrique